# نوفل الجمالي
نوفل الجمالي ولد سنة 1976 في تونس العاصمة، هو أستاذ جامعي وسياسي تونسي، شغل منصب وزير التشغيل والتكوين المهني في حكومة علي العريض.

## السيرة الذاتية

### الدراسات
تحصل الجمالي على شهادة الباكالوريا في الآداب من المعهد الثانوي بالمكناسي سنة 1995، ثم بدأ دراسته الجامعية في كلية العلوم القانونية والسياسية والاجتماعية بتونس (جامعة قرطاج) أين تحصل فيها على شهادة الدراسات القانونية في 1997، ثم على إجازة في العلوم القانونية في 1999. في 2001، تحصل على شهادة الدراسات المعمقة في القانون الأوروبي والعلاقات الأوروبية المغاربية من نفس الكلية. هو بصدد إتمام أطروحة دكتوراه في القانون الدولي.

### المسار المهني
منذ 2004، يشتغل أستاذا جامعيا في كلية الحقوق بصفاقس. منذ 2005، وفي نفس هذه الكلية، هو عضو في مختبر القانون الأوروبي والعلاقات الأوروبية المغاربية وعضو مؤسس في مكتب نقابي.

### المسار السياسي
بين 2012 و2013، كان مديرا للتعاون الدولي والعلاقات الخارجية ومكلفا بمهمة بوزارة التكوين المهني والتشغيل. ثم في 2013، أصبح وزيرا للتكوين المهني والتشغيل كمستقل في حكومة علي العريض.

انتخب في مجلس نواب الشعب فانتخابات 26 أكتوبر 2014 وذلك على قائمة حركة النهضة في دائرة سيدي بوزيد الانتخابية كذلك كمستقل ودون أن يكون له بطاقة انخراط في الحزب. في 27 سبتمبر 2016، انضم للمكتب السياسي للحركة وانضم إليها رسميا.

في المجلس، كان عضوا في اللجنة الخاصة المؤقتة المكلفة بالمالية، وفي لجنة الحقوق والحريات والعلاقات الخارجية، قبل أن يصبح عضوا في مكتب المجلس في مهمة مساعد الرئيس المكلف بشؤون التشريع.

## مقالات ذات صلة
- حكومة علي العريض

## روابط خارجية
- السيرة الذاتية لنوفل الجمالي على موقع مرصد مجلس نواب الشعب التابع لمنظمة البوصلة.